# Reisebüro Mittelthurgau
Das Reisebüro Mittelthurgau Fluss- und Kreuzfahrten AG in Weinfelden ist der grösste Anbieter von Flusskreuzfahrten in der Schweiz. Der Reiseveranstalter ist Teil der Holdinggesellschaft Twerenbold Service AG.

## Tätigkeitsgebiet
Das Reisebüro ist heute ein auf Fluss- und Kreuzfahrten spezialisiertes Unternehmen. Einen Grossteil der Flussreisen werden mit der eigenen Excellence-Flotte durchgeführt. Diese neun Schiffe (2017) werden exklusiv vermarktet und sind auf Flüssen in Frankreich, Deutschland und in den Niederlanden, auf der Donau bis zum Donaudelta sowie in Russland unterwegs. Obwohl die Schiffe von der Swiss Excellence River Cruise GmbH betrieben werden, ist als Besitzer das Reisebüro Mittelthurgau Fluss- und Kreuzfahrten AG eingetragen. Daneben werden auch weltweit Flussreisen und Kreuzfahrtarrangements auf Schiffen anderer Unternehmen angeboten.

## Geschichte

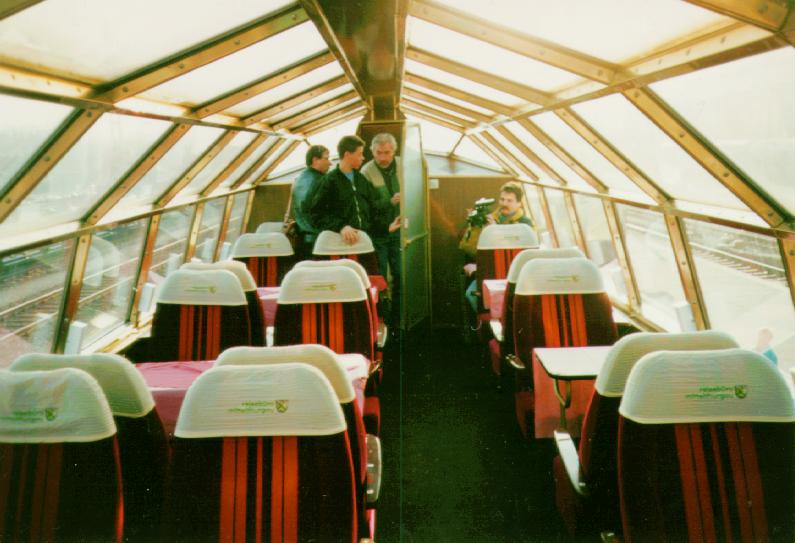
TEE-Aussichtswagen des Reisebüros Mittelthurgau

Das Reisebüro Mittelthurgau wurde 1969 als Tochtergesellschaft der Mittelthurgaubahn MThB (95 Prozent) und der Frauenfeld-Wil-Bahn (fünf Prozent) gegründet. Das Unternehmen kaufte im Juni 1982 von der Apfelpfeil-Gesellschaft fünf ehemalige TEE-Aussichtswagen, die im Rheingold liefen. Mit diesen bot man mit Partnern Zugfahrten in ganz Europa an. So fuhr beispielsweise 1981 der «Polarexpress» nach Narvik; er bestand aus ehemals in Zügen der Compagnie Internationale des Wagons-Lits (CIWL), wie etwa dem Orient-Express, eingesetzten Wagen und den Aussichtswagen. 1992 wurde die angeschlagene Intraflug AG mitsamt ihrem Rollmaterial übernommen (35 Wagen, davon 24 betriebsfähig). Dadurch kam das Unternehmen zum Markennamen und Wagenpark des «Nostalgie-Istanbul-Orient-Express» und dem damals nicht betriebsfähigen «Churchill-Pfeil» (SBB RAe 4/8 1021). 15 Wagen des «Nostalgie-Istanbul-Orient-Express» wurden soweit angepasst, dass sie auf der russischen Breitspur verkehren konnten (16 breitspurige Wechsel-Drehgestelle waren schon vorhanden). Ab 1983 wurden sie auf der Transsibirische Eisenbahn als Hotelzug im Stil der Belle Epoque eingesetzt.
Seit 1997 waren am Unternehmen Reisebüro Mittelthurgau je zur Hälfte die Viking River Cruises und die MThB beteiligt. 2001 kam das Unternehmen in Nachlassstundung und wurde aufgeteilt. Während die MThB den Bahnteil übernahm, wurden die Abteilung Flussschifffahrt und der Markennamen «Reisebüro Mittelthurgau» an Twerenbold Reisen verkauft.

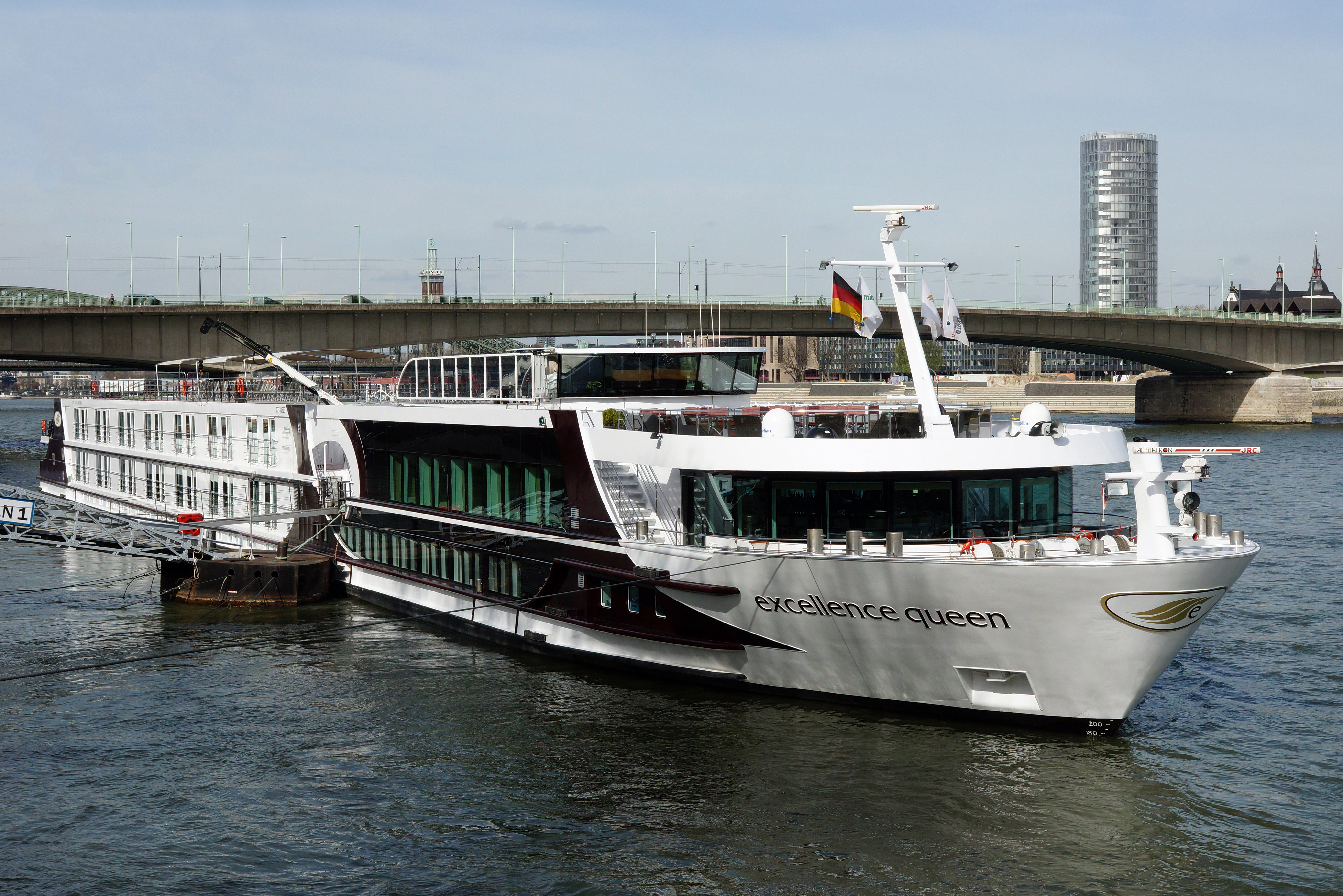
Excellence Queen in Köln

Für Twerenbold war dies der Einstieg in das touristische Segment der Schiffsreisen. Ab 2005 begann das Unternehmen, in eigene Schiffe zu investieren. Die Reederei Swiss Excellence River Cruise GmbH mit Sitz in Basel wurde gegründet, und der Bau des ersten Flussschiffs begann. Das erste Schiff, das für das Unternehmen gebaut wurde, ist die heutige Excellence Rhône (Einsatzgebiet Rhone/Saône). Als zweite Schiff folgte im Jahr 2010 die Excellence Royal, welche anfänglich auf Rhein, Main, Donau und Mosel unterwegs war, heute vor allem auf der Seine eingesetzt wird. Mit dem Bau des dritten Schiffes, der Excellence Queen, wurde 2011 begonnen. Sie löste die baugleiche Excellence Royal auf Rhein, Main, Donau und Mosel ab. Im Jahr 2012 wurde die ehemalige MS Swiss Coral weitreichend umgebaut und wird zur Excellence Coral, welche mehrheitlich auf den deutschen Flüssen und Wasserstrassen wie Elbe, Oder, Havel und Nord-Ostsee-Kanal eingesetzt wird. Die im Jahr 2014 gebaute Excellence Princess wurde 2015 am Hamburger Kreuzfahrtenkongress zum «Flussschiff des Jahres» gekürt. Sie wird vor allem auf der Donau eingesetzt, kann aber den Main-Donau-Kanal passieren. Im Jahr 2015 investierte man in Russland und baute die ehemalige MS Lavrinenkov in einer Werft in Rostow zur Excellence Katharina um, welch auf der Wolga und angrenzenden Wasserwegen eingesetzt wird
Im Jahr 2016 übernahm Excellence gleich zwei Schiffe, die beiden Twincruiser Excellence Melodia und Excellence Allegra (beide Baujahr 2011, ehemals TUI Melodia und TUI Allegra). Sie werden auf den Flüssen Rhein, Main, Mosel und Donau eingesetzt. Ein Jahr später wurde ein frisch umgebautes Schiff, die Excellence Pearl, in Betrieb genommen (ehemals MS Rembrandt mit Baujahr 2003). Die Excellence Pearl ist ein kleineres, aber dadurch sehr wendiges Schiff und erschliesst neue, selten befahrene Wasserwege. Sie wird für auf Saar, Neckar, Mosel, Rhein, auf dem Ijsselmeer und in Friesland eingesetzt.
2019 wurde die Flotte um zwei Schiffe erweitert, die Excellence Countess und die Excellence Baroness. Die Excellence Countess wurde, wie bereits die Excellence Princess, von der Reederei selbst gebaut. 2020 nahm der jüngste Schiffsneubau den Betrieb auf, die Excellence Empress. Sie wurde als weltweit erstes Flusskreuzfahrtschiff mit dem «Green Award» in Gold prämiert.

### Eisenbahnfahrzeuge, die im Besitz des Reisebüro Mittelthurgau waren
Seit der der Nachlassstundung 2001 besitzt das Reisebüro Mittelthurgau keine Eisenbahnfahrzeuge mehr.
- Doppeltriebwagen RAe 4/8 «Churchill-Pfeil» (ab 1996 wieder im Betrieb)
- fünf Rheingold-Aussichtwagen
- mindestens 24 betriebsfähige NIOE «Nostalgie-Istanbul-Orient-Express»-Wagen grösstenteils aus CIWL Beständen. Dazu passend 16 Tauschdrehgestelle für russische Breitspur.
- französischer Speisewagen No. 3354 «La Présidentielle»
- französischer Speisewagen «L'Aquitaine»